# Zarzecze (Złoczów)
Zarzecze (ukr. Зарiччя) – dawniej wieś, obecnie przyłączona do Złoczowa w obwodzie lwowskim, w rejonie złoczowskim na Ukrainie.
Rozpościera się wzdłuż ulicy Zarzecze (Зарiччя) na północ od centrum miasta.

## Położenie
Według Słownika geograficznego Królestwa Polskiego i innych krajów słowiańskich Zarzecze to wieś w powiecie złoczowskim tuż na północ od sądu powiatowego i urzędu pocztowego w Złoczowie, na prawym brzegu Złoczówki.